# Ithaca (Michigan)
Ithaca település az Amerikai Egyesült Államok Michigan államában, Gratiot megyében, melynek megyeszékhelye is. Lakosainak száma 2853 fő (2020. április 1.).

## Népesség
A település népességének változása:

| 2010 | 2 910 |
| 2020 | 2 853 |